# Cyclosa conica
Cyclosa conica là một loài nhện trong họ Araneidae.
Loài nhện này có thể dễ dàng nhận thấy do chúng để cho phần còn lại chết của con mồi bị dính lưới. Những con cái đạt chiều dài từ 5,3 đến 7,5 mm. Chiều dài của con đức giữa 3,6 và 4 mm. Tổ loài nhện này có sợi dây thẳng đứng gắn xác những con mồi khô làm chỗ ngụy trang cho cho con nhện.

## Phụ loài
- Cyclosa conica albifoliata Strand, 1907 (Pháp)
- Cyclosa conica defoliata Strand, 1907 (Trung Âu)
- Cyclosa conica dimidiata Simon, 1929 (Pháp)
- Cyclosa conica leucomelas Strand, 1907 (Trung Âu)
- Cyclosa conica pyrenaica Strand, 1907 (Pháp)
- Cyclosa conica zamezai Franganillo, 1909 (Bồ Đào Nha)

## Hình ảnh

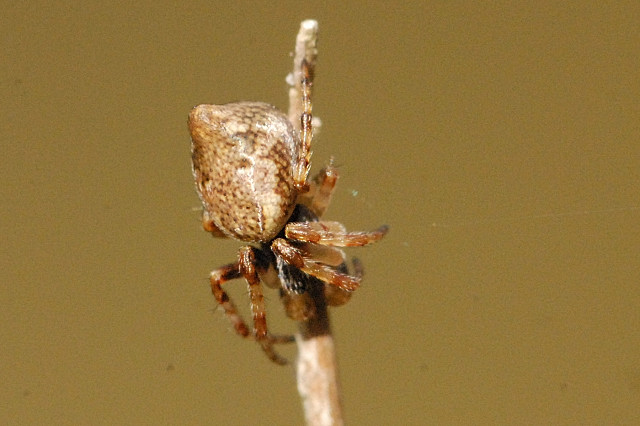
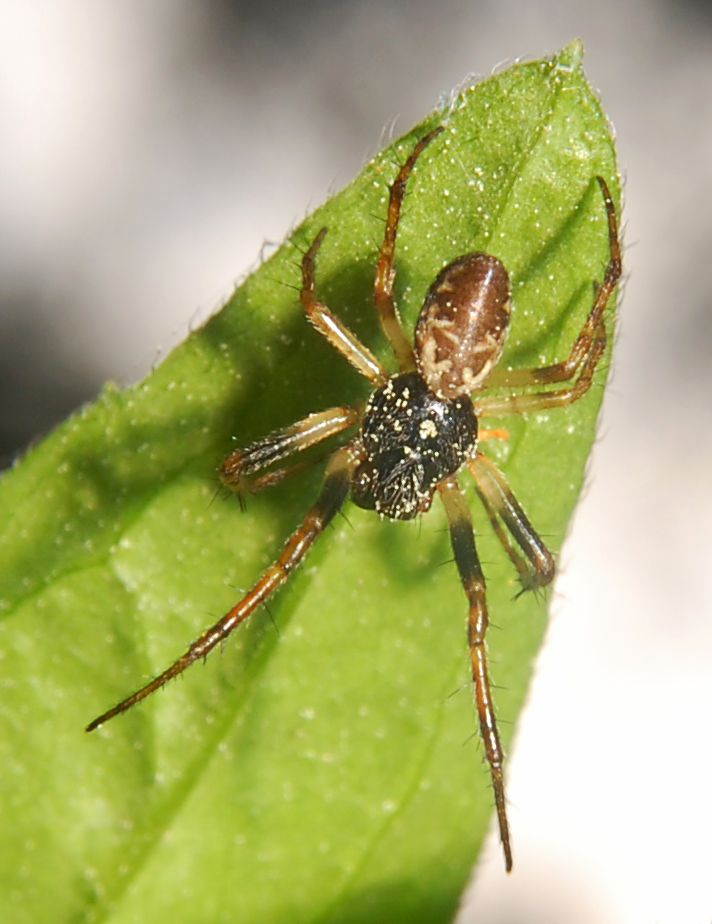
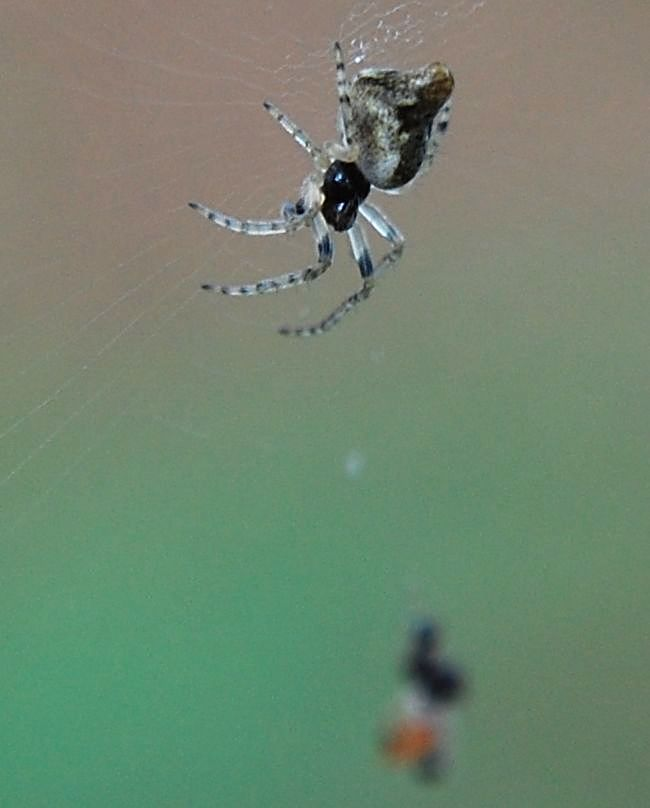
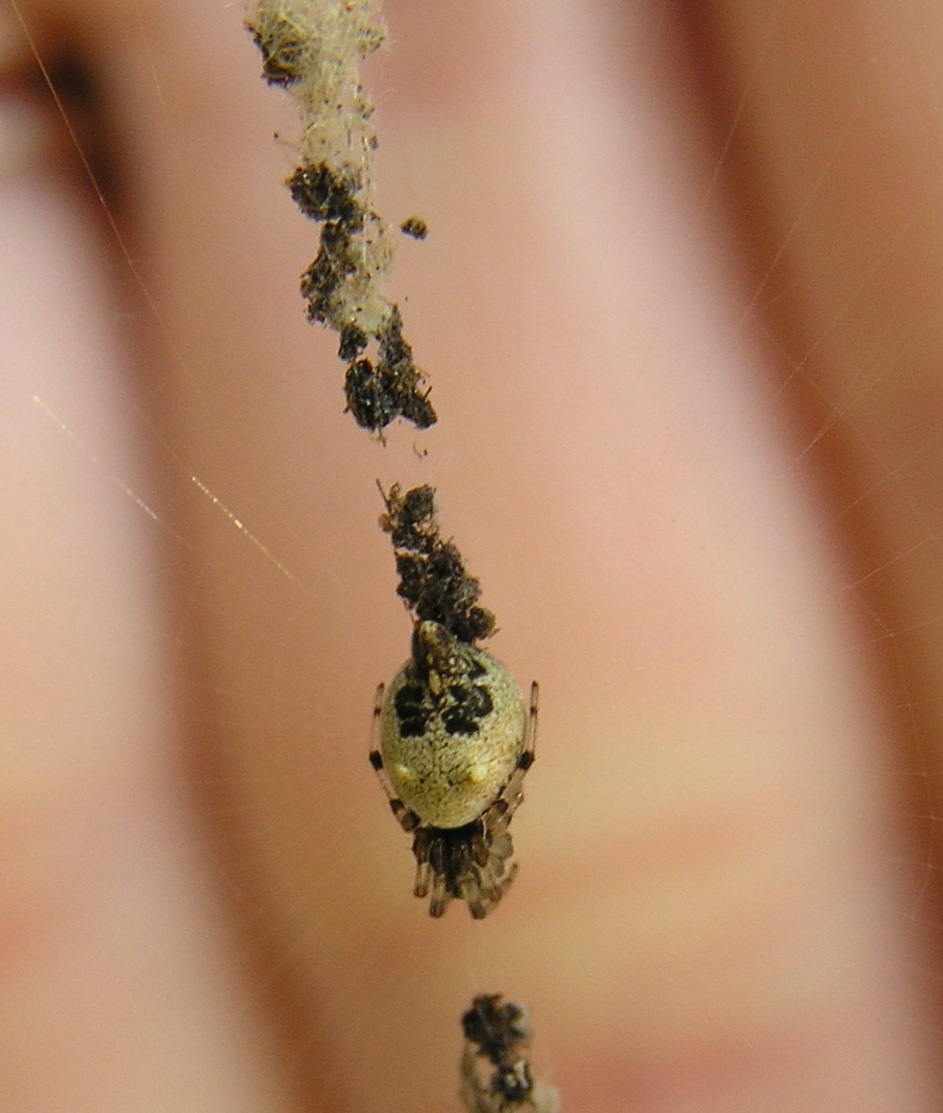